# Clarisse Agbegnenou
Clarisse Agbegnenou (Rennes, 25 ottobre 1992) è una judoka francese, vincitrice di due medaglie d'oro alle Olimpiadi di Tokyo 2020 e sei volte campionessa del mondo nella categoria 63 kg.
Il 5 luglio 2021 è scelta come portabandiera della Francia assieme a Samir Aït Saïd ai giochi di Tokyo 2020.
Si è laureata all'HEC Paris.

## Palmarès
- Giochi olimpici

Rio de Janeiro 2016: argento nei 63 kg.
Tokyo 2020: oro nei 63 kg e nella gara a squadre.
Parigi 2024: oro nella gara a squadre, bronzo nei 63 kg.
- Mondiali

Parigi 2011: oro nella gara a squadre femminile.
Rio de Janeiro 2013: argento nei 63 kg, bronzo nella gara a squadre femminile.
Čeljabinsk 2014: oro nei 63 kg e nella gara a squadre mista.
Astana 2015: argento nei 63 kg.
Budapest 2017: oro nei 63 kg, bronzo nella gara a squadre mista.
Baku 2018: oro nei 63 kg, argento nella gara a squadre mista.
Tokyo 2019: oro nei 63 kg.
Budapest 2021: oro nei 63 kg.
Doha 2023: oro nei 63 kg.
Abu Dhabi 2024: bronzo nei 63 kg.
- Giochi europei

Baku 2015: oro nella gara a squadre, bronzo nei 63 kg.
Misnk 2019: oro nei 63 kg.
- Europei

Čeljabinsk 2012: argento nella gara a squadre, bronzo nei 63 kg.
Budapest 2013: oro nei 63 kg, argento nella gara a squadre.
Montpellier 2014: oro nei 63 kg e nella gara a squadre.
Tel Aviv 2018: oro nei 63 kg.
Praga 2020: oro nei 63 kg.
Podgorica 2025: argento nei 63 kg.

### Vittorie nel circuito IJF
| Data             | Località   | Paese               | Categoria     |
| ---------------- | ---------- | ------------------- | ------------- |
| 12 dicembre 2010 | Tokyo      | Giappone            | Grand Slam    |
| 17 ottobre 2011  | Abu Dhabi  | Emirati Arabi Uniti | Grand Prix    |
| 9 febbraio 2013  | Parigi     | Francia             | Grand Slam    |
| 23 febbraio 2013 | Düsseldorf | Germania            | Grand Prix    |
| 15 giugno 2013   | Miami      | Stati Uniti         | Grand Prix    |
| 8 febbraio 2014  | Parigi     | Francia             | Grand Slam    |
| 7 giugno 2014    | L'Avana    | Cuba                | Grand Prix    |
| 28 novembre 2014 | Jeju       | Corea del Sud       | Grand Prix    |
| 21 ottobre 2015  | Abu Dhabi  | Emirati Arabi Uniti | Grand Slam    |
| 27 novembre 2015 | Jeju       | Corea del Sud       | Grand Prix    |
| 6 febbraio 2014  | Parigi     | Francia             | Grand Slam    |
| 25 febbraio 2017 | Düsseldorf | Germania            | Grand Prix    |
| 10 febbraio 2018 | Parigi     | Francia             | Grand Slam    |
| 31 marzo 2018    | Tbilisi    | Georgia             | Grand Prix    |
| 15 dicembre 2018 | Canton     | Cina                | World Masters |
| 9 febbraio 2019  | Parigi     | Francia             | Grand Slam    |
| 8 febbraio 2020  | Parigi     | Francia             | Grand Slam    |
| 12 gennaio 2021  | Doha       | Qatar               | World Masters |